# ギュンター・シャボフスキー
- ギュンター・シャボフスキー
- ギュンター・シャボウスキー

ギュンター・シャボフスキー（独: Günter Schabowski, 1929年1月4日 - 2015年11月1日）は、ドイツ民主共和国（東ドイツ）の政治家、ジャーナリスト。ドイツ社会主義統一党（SED）の政治局員・ベルリン地区委員会第一書記を務めた。
ベルリンの壁崩壊のきっかけを作った人物として知られる。「シャボウスキー」とも表記される。

## プロフィール
ヴァイマル共和政時代のドイツ、ポンメルン地方のアンクラム（現メクレンブルク＝フォアポンメルン州）生まれ。ライプツィヒ大学でジャーナリズムを専攻した後、労働組合の機関誌の編集の仕事に就いた。1952年に東ドイツのドイツ社会主義統一党（SED）の党員となっている。1978年には東ドイツにおいて最も有名な新聞であった社会主義統一党の機関紙ノイエス・ドイチュラント（Neues Deutschland, 「新しいドイツ」の意味）の編集長の職に就く。1981年に彼はSEDの中央委員会の委員および人民議会議員となった。続いて1984年5月の中央委員会でSED中央委員会政治局員に昇格、翌1985年にはSEDベルリン地区委員会第一書記となり、首都東ベルリンにおける責任者となる。シャボフスキーはエーリッヒ・ホーネッカー政権のナンバー2だったエゴン・クレンツ（政治局員、治安・青年問題担当書記、国家評議会副議長）やハンス・モドロウ（SEDドレスデン地区委員会第一書記。後の首相）と共に将来の党書記長候補の一人に挙げられる有力政治家であった。党の指導者たちに認められていた特権を、この頃の彼およびその家族が乱用したとして非難する向きも存在する。
1989年10月のエーリッヒ・ホーネッカー書記長失脚の際には、エゴン・クレンツらと共に、ホーネッカーの失脚工作を行った。また11月4日の東ベルリンでの大規模デモの際には群衆に応対するなど、党のスポークスマン役としてマスコミや在野勢力との応対にもあたっている。

## ベルリンの壁崩壊
東欧民主化革命の混乱の中、1989年11月9日、外国への旅行の自由化の政令が決議される。そして夕刻、東ドイツ国内および世界向けに放送された生放送での記者会見で、決議されたばかりの外国への旅行の自由化の政令を発表する。しかし、混乱の中、ドイツ社会主義統一党書記長（当時）エゴン・クレンツから渡された文書の詳細を知らされておらず、また会議の途中に中座して議事の詳細を把握していなかったシャボフスキーは一知半解のまま「11月10日からの旅行許可に関する出国規制緩和」だったのを「ベルリンの壁を含めて、すべての国境通過点から出国が認められる」と誤って発表してしまう。さらに記者から「（この政令は）いつから発効するのか？」との質問に対して、政令の発効期日を伝えられていなかったシャボフスキーは政令に書かれていた「直ちに発効する」「遅滞なく」という文言に従い「私の認識では『直ちに、遅滞なく』です。」と発言してしまった。この発言を西側のメディアが媒介する形で増幅し報じられた結果、それを知った多数の東ベルリン市民が東西ベルリンの境に設けられた検問所に殺到して、ベルリンの壁崩壊へと至り、ドイツ再統一に結びついた。
結局、クレンツやシャボフスキーらは国民やSED党員の反発を受けて1989年の12月には退陣に追い込まれ、1990年初頭にはシャボフスキーはSEDから鞍替えした民主社会党（PDS）からも除名された。

## ドイツ再統一後
ドイツ再統一後、シャボフスキーは東ドイツ時代の自身を含めた政治局員の行動に、そしてマルクス・レーニン主義に対して批判的となった。1992年から1999年までは地方の新聞の編集の仕事についていたが、以後は再びジャーナリストの職についていた。彼がキリスト教民主同盟の選挙キャンペーンに参加したことについては、過去の同僚から変節漢として批判を浴びた。
1997年8月に亡命者殺害の容疑で有罪となるが、道義的責任を認めたという態度が考慮され、懲役3年の刑が宣告される。1999年12月から2000年12月まで収監されるが、残りの刑期は免除されている。弁護にはフェルディナント・フォン・シーラッハも携わっていた。
晩年は病気のため公の場には姿を見せなかったが、2003年10月29日に日本で放送されたテレビ番組「トリビアの泉 〜素晴らしきムダ知識〜」にインタビュー出演。「ベルリンの壁は1人の男の勘違いで崩壊した」というトリビアの当事者として、当時の状況を証言した。2015年11月1日、ベルリンの介護施設で死去。
- 若き日のシャボフスキーと思われる写真（1951年）
- 東ベルリン、アレクサンダー広場でのデモ（ドイツ語版）に集まった群衆に演説するシャボフスキー（1989年11月4日）
- シャボフスキーらが出国の自由化を発表した記者会見の様子（1989年11月9日）
- ギュンター・シャボフスキー（2007年）